# Dom Pérignon (champagne)

Il marchio Dom Pérignon.

Dom Pérignon (pronuncia italiana: [domperiɲˈɲɔn]; in francese: /dɔ̃ peʁiɲɔ̃/) è un marchio francese di champagne, prodotto dalla Moët & Chandon a Épernay, comune della regione Grand Est.
Il Dom Pérignon è prodotto esclusivamente durante gli anni migliori della vendemmia, e l'uva usata per produrlo proviene dal raccolto del medesimo anno, a differenza di altri tipi di champagne, prodotti da una cuvée di vini di diverse annate.

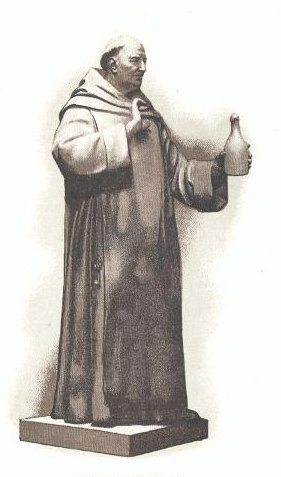
Dom Pierre Pérignon.

Il nome deriva, sebbene vi siano opinioni discordanti, dall'inventiva enologica del monaco benedettino dom Pierre Pérignon; il sostantivo "dom" è il titolo riservato ai monaci benedettini e, in passato, a tutti gli ecclesiastici.

## Storia

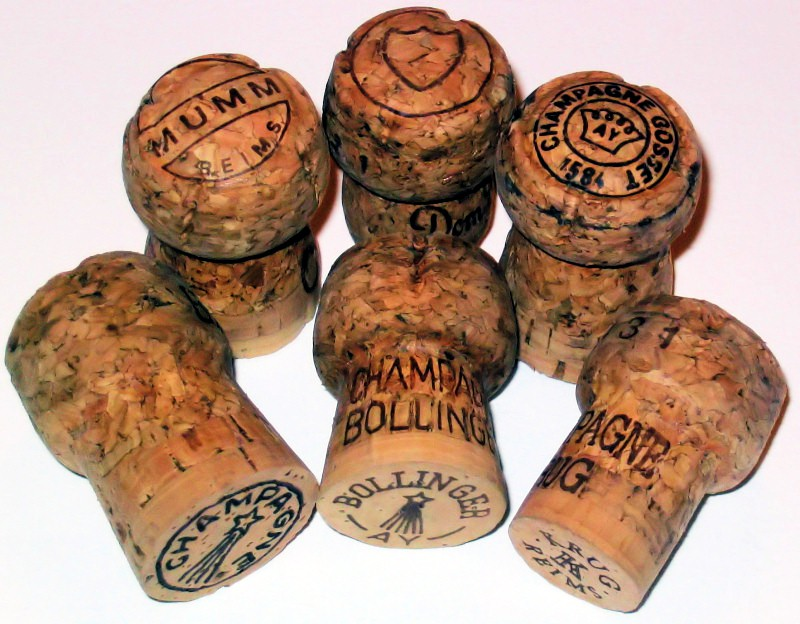
Tappi di champagne di varie marche. Il tappo centrale, nella fila superiore, appartiene a una bottiglia di Dom Pérignon.

La prima vendemmia risale al 1921, ma il prodotto fu commercializzato e venduto al pubblico solamente nel 1936, dopo la Grande depressione. 
Il Dom Pérignon fu, secondo lo studioso inglese Laurence Venn, il primo champagne definito "di prestigio".

### Produzione attuale
A ogni vendemmia vengono prodotte all'incirca 5 milioni di bottiglie. Il vino è composto al 55% da Chardonnay e al 45% da Pinot "Noir", con un dosaggio in zuccheri di 7 grammi/litro.
La distribuzione di Dom Pérignon deriva, stando a quanto riportato dal sito ufficiale della casa vinicola, almeno dalla vendemmia di otto anni prima, mentre quella della varietà Rosé dalla vendemmia di 12 anni prima.